# Константин Комнин Арианит
Константин Комнин Арианит (на албански: Kostandin Arianiti, на италиански: Costantino Cominato Arianiti) (1456 – 1530) е средновековен албански благородник. Взема активно участие в няколко антиосмански кампании, по-специално в два неуспешни опита за кръстоносни походи за освобождаването на Константинопол.
Константин живее през по-голямата част от живота си в Италия и служи при папата. Потомък на знатни семейства (родът Арианит има роднинска връзка с династията Комнини), той претендира за няколко титли, свързани с Византийската империя, по-специално „принц на Македония“ и „херцог на Ахея“ и тези титли са изписани в неговата гробница в църквата Свети Апостоли в Рим.

## Живот
Константин Комнин Арианит е син на албанския аристократ Георги Арианит и италианката Пиетрина Франконе, дъщеря на барон Оливиеро Франконе от Тауризано. След смъртта на баща му, османците завладяват Албания, като последен пада пристанищният град Драч през 1501 г.
През 1469 г., на дванадесет години, Константин е отведен в Италия, за да се гарантира неговата безопасност. Папа Сикст IV забелязва момчето и му осигурява месечна издръжка от 32 дуката.
През 1490-те Константин се жени за Франческа ди Монферат, незаконородена дъщеря на Бонифаций III и представител на клон от династията Палеолози. След смъртта на Бонифаций III през 1494 г. Константин е попечител на двамата му малки синове Вилхелм XI и Джовани Джорджо.
През 1504 г. Константин успява да впечатли папа Юлий II с работата си като посланик на по това време все още некоронования император на Свещената Римска империя Максимилиан I. В резултат на това издръжката му е увеличена на 200 дуката и той е назначен за командир на отряд от папски войски.
Константин се надява християнската власт на Балканите да бъде възстановена. През 1494 г. френският крал Шарл VIII обявява, че се готви да започне кръстоносен поход срещу османския султан Баязид II, за да превземе Константинопол. През ноември същата година Шарл VIII откупва правото на титлата „император на Константинопол“ от обеднелия Андрей Палеолог, законния наследник на византийския престол. Френският крал се среща с Константин в Монферат и той се съгласява да помогне на краля като организира албански бунт, за да отклони вниманието на османците. Това трябва да позволи на Шарл VIII да завладее Константинопол. Като награда Константин се надява да получи титлата „крал на Македония“. Но докато се подготвя това начинание във Венеция, венецианското правителство се изплашва от перспективата за османско нашествие и прави опит да арестува Константин, който избягва в Апулия. В крайна сметка Шарл VIII така и не се осмелява да започне похода.
Въпреки това Константин продължава да се занимава с антиосманска дейност. Той участва по време на преговорите, с които се създава Лигата на Камбре – един съюз, насочен срещу османците и Република Венеция.
През 1514 г. папа Лъв X назначава Константин за управител на град Фано на брега на Адриатическо море. Фано е подходяща отправна точка за евентуална военна кампания на Балканите и е смятан точно за такъв още от папа Пий II през 1460-те години, когато той се надява да започне кръстоносен поход. Назначаването на Константин за управител на Фано е свързано с надеждите и на папа Лъв X за кръстоносен поход: изготвени са подробни планове за войната, включващи венецианските, испанските, английските и португалските флоти, и дори се говори, че избраникът на папата за император на Константинопол е бил френският крал Франсоа I. Въпреки това този кръстоносен поход, също както и предишния на Шарл VIII двадесет години по-рано, никога не се осъществява.
За последните години от живота на Константин Комнин Арианит не се знае почти нищо, освен че умира през 1530 г. и е погребан в църквата Свети апостоли в Рим.

## Семейство
През 1489 г. Константин Комнин Арианит се жени за Франческа ди Монферат, извънбрачна дъщеря на Бонифаций III. Има син и шест дъщери:
- Арианит (Арианито) Арианити, на служба при папата като капитан на папските войски; умира през 1551 г. по време на войната между папа Юлий III и херцога на Парма Отавио Фарнезе. Дъщеря му Андроника се омъжва за Орацио Тривулцио, а впоследствие за миланския благородник Джорджо Секо.

- Андроника Арианити, омъжена за Карло III Токо (1464 г. – 1518 г.), син на Леонардо III Токо и Милица Сръбска;
- Пентесилея, омъжена за албанец, Леке от клана Дукаджини[8];
- Иполита, омъжена за Занобио де Медичи и впоследствие за Лионело Пио ди Карпи;
- Полисена, съпруга на Риналдо дели Отони от Мателика;
- Дейанира, омъжена за Гаспаре Тривулцио и впоследствие за Джорджо Тривулцио;
- Елена, съпруга на Хуан де Луна, испански граф и кастелан на Милано